# Parlamentarische Versammlung der NATO

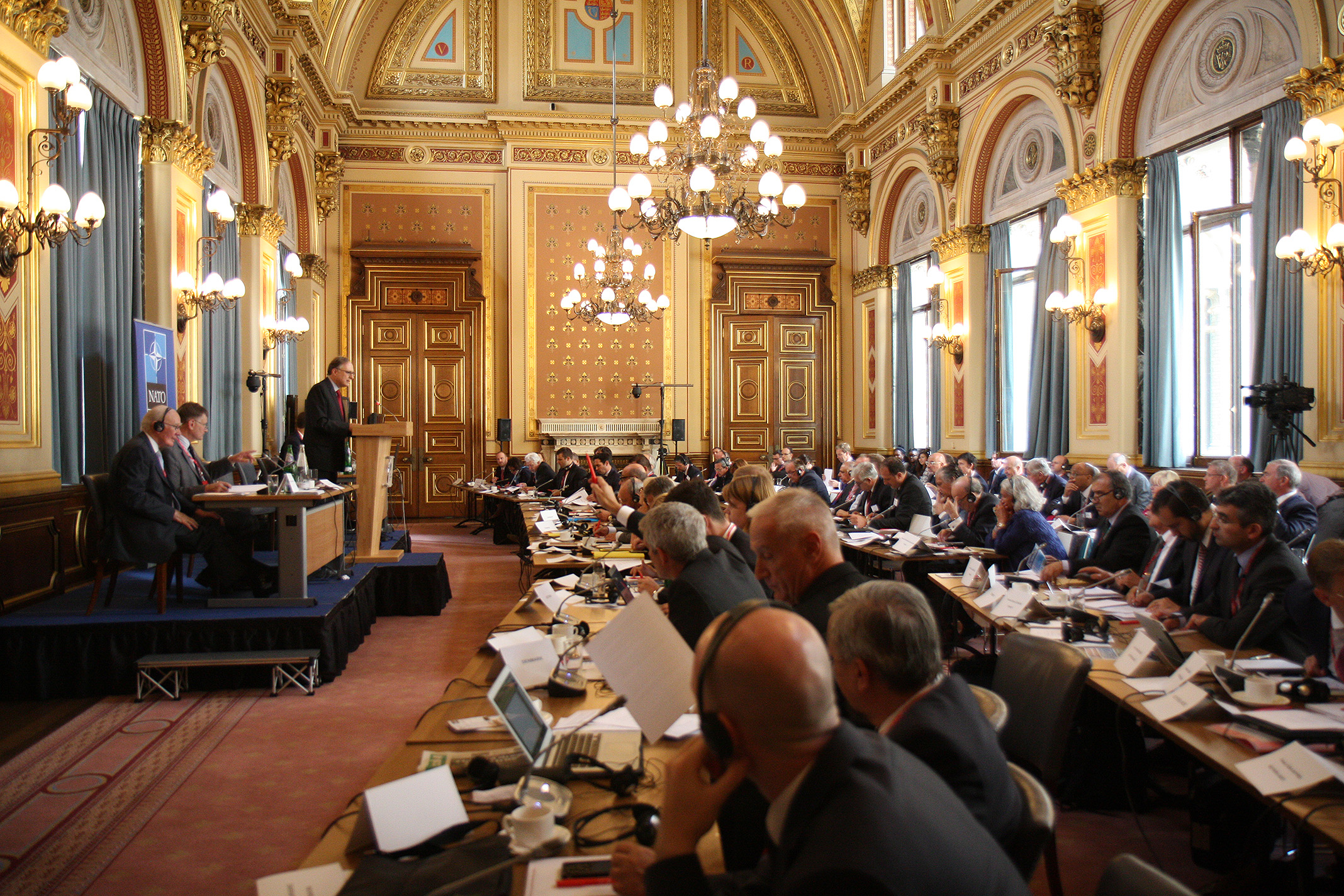
Parlamentarische Versammlung der NATO 2014, London

Die Parlamentarische Versammlung der NATO (NATO-PV; englisch NATO Parliamentary Assembly, kurz NATO-PA, französisch Assemblée parlementaire de l’OTAN, kurz AP-OTAN, ehemals Nordatlantische Versammlung) ist eine interparlamentarische Organisation. Seit 1955 bietet sie den Legislativen der NATO-Mitgliedstaaten eine Plattform, um sich über sicherheits- und verteidigungspolitische Themen von gemeinschaftlichem Interesse auszutauschen.
Zu den Zielen der Parlamentarischen Versammlung gehören die Förderung der Zusammenarbeit in der Sicherheits- und Verteidigungspolitik sowie die Stärkung der transatlantischen Solidarität. Sie ist ein wichtiges Bindeglied zwischen der NATO und den Parlamenten ihrer Mitgliedstaaten und trägt dazu bei, einen parlamentarischen und öffentlichen Konsens zur Unterstützung der Bündnispolitik zu erreichen. Die Mitglieder beraten und verabschieden Resolutionen, Erklärungen und Berichte mit dem Ziel, die Arbeit der Regierungen der NATO zu beeinflussen. Die Versammlung verfügt dabei nur über beratende Rechte, hat sich aber als ein wichtiges Diskussionsforum im Sicherheitsbereich etabliert. Der NATO-Generalsekretär berichtet der Versammlung schriftlich über die Umsetzung der Forderungen der Versammlung und steht den Mitgliedern Rede und Antwort während den Jahrestagungen oder der Tagungen der Unterausschüsse in Brüssel.
Die Versammlung wird direkt von den Parlamenten der Mitgliedstaaten finanziert und ist somit finanziell und rechtlich unabhängig von der NATO. Der Sitz des internationalen Sekretariats der Versammlung befindet sich in Brüssel.

## Geschichte
Die Idee, die Parlamente der NATO-Bündnisstaaten in gemeinsame Beratungen über die Herausforderungen der transatlantischen Partnerschaft einzubeziehen, entstand erstmals Anfang der 1950er Jahre. So fand im November 1951 in Straßburg ein erstes Treffen parlamentarischer Delegationen aus Europa und Nordamerika statt, bei dem amerikanische Senatoren und Kongressabgeordnete mit Mitgliedern der Parlamentarischen Versammlung des Europarates über die Gründung einer Europäischen Union und deren Auswirkungen auf den Westen diskutierten. Als zentrales Ergebnis dieser Gespräche wurde deutlich, dass es nicht mehr möglich war, die Probleme und Perspektiven Europas zu erörtern, ohne gleichzeitig die Probleme und Perspektiven der nordatlantischen Region als Ganzes zu berücksichtigen. Zugleich bestand das Bedürfnis der Parlamentarier, an den grundlegenden Entscheidungen, welche die nationale Sicherheit der Mitgliedstaaten und der demokratischen Welt betrafen, unmittelbar beteiligt zu werden und damit der Prämisse des Washingtoner Vertrages von 1949 (auch Nordatlantikvertrag genannt), die NATO sei praktischer Ausdruck eines transatlantischen politischen Bündnisses von Demokratien, konkrete Substanz zu verleihen.
Vor diesem Hintergrund trat am 18. Juli 1955 erstmals die Konferenz der Parlamentarier der NATO-Mitgliedstaaten zusammen, aus der anschließend im Jahre 1966 die Nordatlantische Versammlung (NAV) hervorging. 1967 empfahl der Nordatlantikrat (NAC) die Aufnahme informeller Beziehungen zwischen der NATO und der NAV, um eine engere Zusammenarbeit zwischen den beiden Organisationen zu erreichen. Seither nimmt der NATO-Generalsekretär nach Rücksprache mit dem NAC an den Vollversammlungen teil. Im Gegenzug wendet sich der Präsident der NATO PV an die anlässlich ihrer Gipfeltreffen versammelten Staats- und Regierungschefs der NATO-Länder.
Als Reaktion auf die historischen Ereignisse zum Ende des Kalten Krieges und ein sich rasch veränderndes Sicherheitsumfeld übernahm die NATO PV eine neue Rolle, als sie 1991 ihr Mandat erweiterte und Parlamenten aus mittel- und osteuropäischen Ländern sowie weiteren Staaten, die engere Beziehungen zur NATO anstrebten, den Status eines assoziierten Mitglieds gewährte. Diese Einbindung leistete wichtige politische und praktische Unterstützung zur Stärkung der parlamentarischen Demokratie im gesamten euro-atlantischen Raum und zum Aufbau eines stabileren und sichereren Europas.
So spielte die Versammlung auch eine direkte Rolle bei der Unterstützung des Ratifizierungsprozesses der Ende 1997 unterzeichneten Beitrittsprotokolle, die im März 1999 zum Beitritt der Tschechischen Republik, Ungarns und Polens zum Bündnis führten. Dieselbe Funktion übernahm sie auch beim Ratifizierungsprozess, der im März 2004 zum Beitritt Bulgariens, Estlands, Lettlands, Litauens, Rumäniens, der Slowakei und Sloweniens führte, sowie bei allen weiteren Beitritten neuer Mitglieder.
Während der Frühjahrstagung in Warschau im Jahr 1999 wurde die NAV in die Parlamentarische Versammlung der NATO (NATO PV) umbenannt.
Aufgrund der Annexion der Krim hat Russland seinen Status als assoziiertes Mitglied im Frühjahr 2014 verloren.

## Zusammensetzung
Die Parlamentarische Versammlung der NATO besteht aus insgesamt 281 Delegierten aus den 32 NATO-Mitgliedstaaten. Hinzu kommen weitere Delegierte aus 8 assoziierten Ländern, 3 NATO-Kandidatenländern, dem Europäischen Parlament, 4 regionalen Partnerländern und assoziierten Mittelmeerländern sowie 7 parlamentarische Beobachter und Vertreter zweier interparlamentarischer Versammlungen (OSZE-PA und PACE). Das Leitungsorgan der Versammlung ist der Ständige Ausschuss, welcher sich aus der Leitung jeder Mitgliedsdelegation, dem/der Präsident/in, den Vizepräsidenten/innen, dem/der Schatzmeister/in und dem/der Generalsekretär/in zusammensetzt.
Die Delegierten sind zumeist Mitglieder in den Ausschüssen für Verteidigung oder für Auswärtige Angelegenheiten der jeweiligen Parlamente, so dass sie bei ihrer Tätigkeit in der NATO PV mit ihren Amtskollegen in Kontakt treten. Die deutsche Delegation in der NATO PV setzt sich aus 18 ordentlichen Mitgliedern (12 Abgeordnete des Deutschen Bundestages und 6 Vertreter des Bundesrates) sowie einer Anzahl von Stellvertreter/innen zusammen. Der Leiter der Delegation des Bundestages ist zugleich Leiter der deutschen Delegation, der Leiter der Bundesratsdelegation ist stellvertretender Leiter. Traditionell sind die Mitglieder des Bundesrates verantwortlich für die jeweiligen Innenressorts der Länder.
| NATO-Staaten | NATO-Staaten | NATO-Staaten           | NATO-Staaten | Assoziierte Staaten und Staatenverbunde | Assoziierte Staaten und Staatenverbunde |
| ------------ | ------------ | ---------------------- | ------------ | --------------------------------------- | --------------------------------------- |
| Albanien     | 4            | Montenegro             | 3            | Armenien                                | 3                                       |
| Belgien      | 7            | Niederlande            | 7            | Aserbaidschan                           | 5                                       |
| Bulgarien    | 6            | Nordmazedonien         | 3            | Bosnien und Herzegowina                 | 5                                       |
| Dänemark     | 5            | Norwegen               | 5            | Europäische Union                       | 10                                      |
| Deutschland  | 18           | Polen                  | 12           | Georgien                                | 5                                       |
| Estland      | 3            | Portugal               | 7            | Kosovo                                  | 3                                       |
| Finnland     | 5            | Rumänien               | 10           | Malta                                   | 3                                       |
| Frankreich   | 18           | Schweden               | 7            | Moldau                                  | 3                                       |
| Griechenland | 7            | Slowakei               | 5            | Österreich                              | 5                                       |
| Italien      | 18           | Slowenien              | 3            | Schweiz                                 | 5                                       |
| Island       | 3            | Spanien                | 12           | Serbien                                 | 5                                       |
| Kanada       | 12           | Tschechien             | 7            | Ukraine                                 | 12                                      |
| Kroatien     | 5            | Türkei                 | 18           |                                         |                                         |
| Lettland     | 3            | Ungarn                 | 7            |                                         |                                         |
| Litauen      | 4            | Vereinigtes Königreich | 18           |                                         |                                         |
| Luxemburg    | 3            | Vereinigte Staaten     | 36           |                                         |                                         |
| gesamt:      | gesamt:      | gesamt:                | 281          | gesamt:                                 | 64                                      |

## Präsidenten
- Wishart McLea Robertson (1955–1956)
- Wayne Hays (1956–1957)
- Johannes J. Fens (1957–1959)
- Antoine Béthouart (1959–1960)
- Nils Langhelle (1960–1961)
- Pietro Micara (1961–1962)
- Lord Crathorne (1962–1963)
- Georg Kliesing (1963–1964)
- Henri Moreau de Melen (1964–1965)
- José Soares da Fonseca (1965–1966)
- Jean-Eudes Dubé (1966–1967)
- Matthías Árni Mathiesen (1967–1968)
- Kasım Gülek (1968–1969)
- Wayne Hays (1969–1970)
- Romain Fandel (1970–1971)
- Terrence Murphy (1971–1972)
- John Peel (1972–1973)
- Knud Damgaard (1973–1975)
- Wayne Hays (1975–1977)
- Geoffrey de Freitas (1977–1979)
- Paul Thyness (1979–1980)
- Jack Bascom Brooks (1980–1982)
- Peter Corterier (1982–1983)
- Patrick Wall (1983–1985)
- Charles Mathias (1985–1986)
- Ton Frinking (1986–1988)
- Patrick Duffy (1988–1990)
- Charles Grandison Rose (1990–1992)
- Karsten Voigt (1994–1996)
- Rafael Estrella (2000–2002)
- Doug Bereuter (2002–2004)
- Pierre Lellouche (2004–2006)
- Bert Koenders (2006–2007)
- José Lello (2007–2008)
- John S. Tanner (2008–2010)
- Karl A. Lamers (2010–2012)
- Hugh Bayley (2012–2014)
- Mike Turner (2014–2016)
- Paolo Alli (2016–2018)
- Rasa Juknevičienė (2018)
- Madeleine Moon (2018)
- Attila Mesterházy (2019–2020)
- Gerry Connolly (2020–2022)
- Joëlle Garriaud-Maylam (seit November 2022)
- Michał Szczerba (2023–2024)
- Gerry Connolly (2024–2024)
- Marcos Perestrello (seit November 2024)

## Ausschüsse
Die Versammlung setzt sich aus fünf Ausschüssen für die zentralen Bereiche der Sicherheit zusammen
- Ausschuss für Verteidigung und Sicherheit
- Ausschuss für Demokratie und Sicherheit
- Ausschuss für Wissenschaft und Technologie
- Ausschuss für Wirtschaft und Sicherheit
- Politischer Ausschuss

die über einen oder mehrere Unterausschüsse verfügen. Sie sind damit beauftragt, sich mit allen wichtigen aktuellen Themen in ihren Bereichen zu befassen. Jedes Jahr finden zwei Tagungen der Vollversammlung – im Frühjahr und im Herbst – in wechselnden Ländern statt. Die Ausschüsse und Unterausschüsse erarbeiten Berichtsentwürfe, die zunächst auf der Frühjahrstagung diskutiert werden. Die Entwürfe werden anschließend überarbeitet und aktualisiert, um dann auf der Jahrestagung im Herbst diskutiert, geändert und verabschiedet zu werden.
Auf der Jahrestagung erarbeiten die Ausschüsse zudem strategische Entschließungsentwürfe, über die das Plenum der Versammlung abstimmt und die bei Annahme als politische Empfehlungen an den Nordatlantikrat oder die Regierungen der Mitgliedstaaten weitergeleitet werden. Neben den Sitzungen während der Tagungen treffen sich die Ausschüsse und Unterausschüsse zudem mehrmals im Jahr in den Mitglieds- und assoziierten Staaten, wo sie von führenden Regierungs- und Parlamentsvertretern sowie von hochrangigen Wissenschaftlern und Experten über aktuelle Entwicklungen unterrichtet werden.
Zu den weiteren Gremien der Versammlung gehören die Sondergruppe für den Mittelmeerraum und den Nahen Osten zur Förderung des parlamentarischen Dialogs und der Verständigung mit den Ländern des Nahen Ostens und Nordafrikas, der Interparlamentarische Ukraine-NATO-Rat sowie der Interparlamentarische Georgien-NATO-Rat.
Der Parlamentarische NATO-Russland-Ausschuss wurde im April 2014 ausgesetzt, nachdem Russland der formale Status in der Versammlung aberkannt worden war.

## Ständiger Ausschuss
Der Ständige Ausschuss ist das Leitungsgremium der Versammlung. Er setzt sich zusammen aus
- dem Präsidium der Versammlung (Präsident/in, fünf Vizepräsidenten/innen und Schatzmeister/in)
- den Delegationsleitern der Mitgliedstaaten sowie
- den Vorsitzenden der Ausschüsse

Er tritt während der beiden Tagungen und ein drittes Mal im Frühjahr zusammen. Das Präsidium legt die allgemeinen Leitlinien fest, koordiniert die Arbeiten der Ausschüsse, erstellt die Tagesordnung der Versammlungen und kontrolliert ihre Finanzen. Der/die Generalsekretär/in leitet das Internationale Sekretariat und sorgt für die Umsetzung der vom Ständigen Ausschuss beschlossenen politischen Ziele.